# Américo Gallego
Américo Rubén „Tolo” Gallego (ur. 25 kwietnia 1955 w Morteros) – argentyński piłkarz (pomocnik) i trener piłkarski. Mistrz świata z roku 1978 oraz uczestnik MŚ 82.
Pierwszy mecz w argentyńskiej lidze rozegrał pod koniec 1974 – debiutował w Newell’s Old Boys i grał tam do 1981, następnie przeszedł do River Plate. Z zespołem z Buenos Aires zdobył m.in. Copa Libertadores. Ostatnim spotkaniem w jego karierze był ligowy mecz z Banfield, rozegrany 8 maja 1988 i wygrany przez River 3:1. W lidze wystąpił w 440 spotkaniach i strzelił 35 bramek.
W reprezentacji Argentyny w latach 1975–1983 rozegrał 73 spotkania (3 gole). Podczas dwóch kolejnych mundiali był zawodnikiem podstawowej drużyny Argentyny – w 1978 zdobył tytuł mistrza świata, 4 lata później Argentyńczycy odpadli z turnieju w drugiej rundzie.
Po zakończeniu kariery piłkarskiej Gallego został trenerem i pracował w klubach argentyńskich (River Plate, Independiente, Newell’s Old Boys) oraz w meksykańskiej Toluce.